# Joseph Farré
Joseph Farré dit Jo Farré, né le 20 février 1942 et mort le 24 juillet 2021, était un joueur de pétanque français.

## Biographie
Au début de sa carrière il se positionnait en tireur, puis après il se plaçait en pointeur.

## Clubs
- ?-? : AP Échirolles (Isère)
- ?-? : Boule La Paillade Montpellier (Hérault)
- ?-? : Pétanque Atomique Bagnols-sur-Cèze (Gard)
- ?-? : Team Nicollin Montpellier (Hérault)

## Palmarès[2],[3]

### Séniors

#### Coupe d'Europe des Clubs
Vainqueur
- 2001 (avec Marie-Christine Virebayre, Michel Schatz, Jean-Marc Foyot, Roger Marigot, David Maraval, Yazid Triaki et Patricia Foyot (coach)) : Team Nicollin Montpellier
- 2002 (avec Marie-Christine Virebayre, Michel Schatz, Jean-Marc Foyot, Roger Marigot, David Maraval, Yazid Triaki et Patricia Foyot (coach)) : Team Nicollin Montpellier
- 2003 (avec Marie-Christine Virebayre, Michel Schatz, Jean-Marc Foyot, Roger Marigot, David Maraval, Yazid Triaki et Patricia Foyot (coach)) : Team Nicollin Montpellier

#### Championnats de France
Champion de France
- Triplette 1997 (avec Jean-Marc Foyot et Michel Schatz) : Team Nicollin Montpellier
- Triplette 2000 (avec Jean-Marc Foyot et Michel Schatz) : Team Nicollin Montpellier

Finaliste
- Triplette 1999 (avec Jean-Marc Foyot et Michel Schatz) : Team Nicollin Montpellier

#### Coupe de France des clubs
Vainqueur
- 2001 (avec Marie-Christine Virebayre, Michel Schatz, Jean-Marc Foyot, Roger Marigot, David Maraval, Yazid Triaki et Patricia Foyot (coach)) : Team Nicollin Montpellier

#### Masters de pétanque
Troisième
- 2001 (avec Jean-Marc Foyot, Michel Schatz et Roger Marigot) : Équipe Foyot
- 2002 (avec Jean-Marc Foyot, Michel Schatz et David Maraval) : Équipe Foyot

#### Mondial La Marseillaise
Vainqueur
- 1997 (avec Philippe Quintais et Jean-Luc Robert)

#### Millau

##### Mondial de Millau (1993-2002)
Vainqueur
- Triplette 1997 (avec Jean-Marc Foyot et Michel Schatz)
- Triplette 1998 (avec Jean-Marc Foyot et Michel Schatz)
- Triplette 2001 (avec Jean-Marc Foyot et Michel Schatz)
- Triplette 2002 (avec Jean-Marc Foyot et Michel Schatz)

##### Mondial à pétanque de Millau (2003-2015)
Finaliste
- Doublette 2003 (avec Michel Schatz)